# Pulau Buayo
Pulau Buayo is een bestuurslaag in het regentschap Sarolangun van de provincie Jambi, Indonesië. Pulau Buayo telt 409 inwoners (volkstelling 2010).